# Spoorlijn Somain - Vieux-Condé
De spoorlijn Somain - Vieux-Condé was een Franse spoorlijn die Somain via Vieux-Condé verbond met België. De spoorlijn was 35,8 km lang.

## Geschiedenis
De spoorlijn werd door de private spoorwegmaatschappij Compagnie des Mines et du Chemin de fer d'Anzin in verschillende fases geopend tussen 1838 en 1874 om de steenkoolmijnen rond Denain en Somain met elkaar te verbinden. De uitbreiding naar Péruwelz via spoorlijn 92 was bedoeld om een uitweg te hebben naar de Belgische markt. 

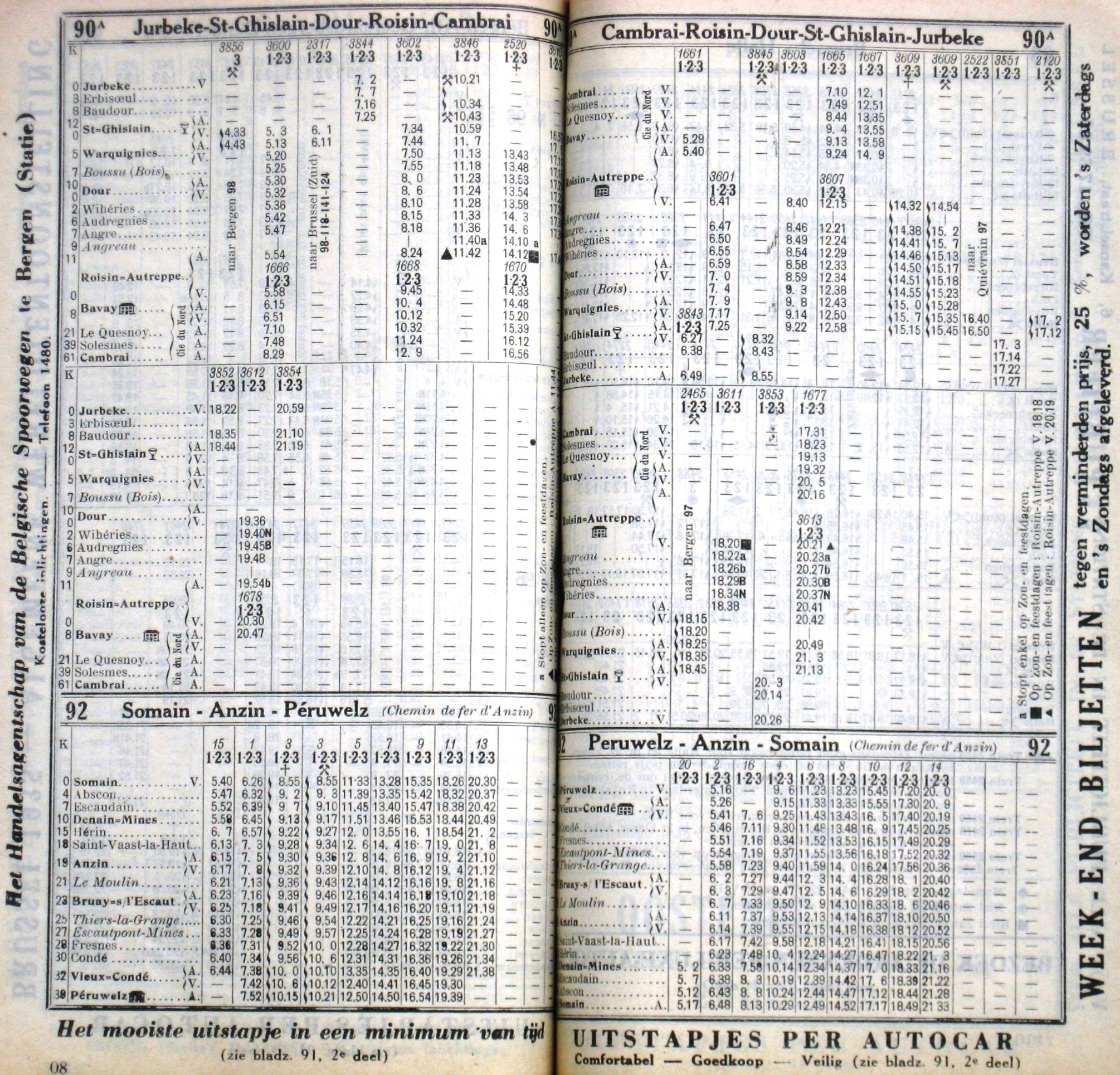
Onderaan de dienstregeling van 92 in de Zomer van 1933

Hoewel de spoorlijn vooral was aangelegd voor het goederenverkeer werd de lijn ook veel gebruikt voor het reizigersverkeer. Zowel goederen- als reizigersverkeer werden door de Franse spoorwegmaatschappij geëxploiteerd.
Grensoverschrijdend personenverkeer werd stopgezet op 16 april 1963. Vanaf 1967 werden in de streek steeds meer mijnen gesloten waardoor het internationale goederenverkeer op 31 december 1973 werd stopgezet. In Frankrijk werd het laatste gedeelte van de spoorlijn buiten dienst gesteld.

## Heden

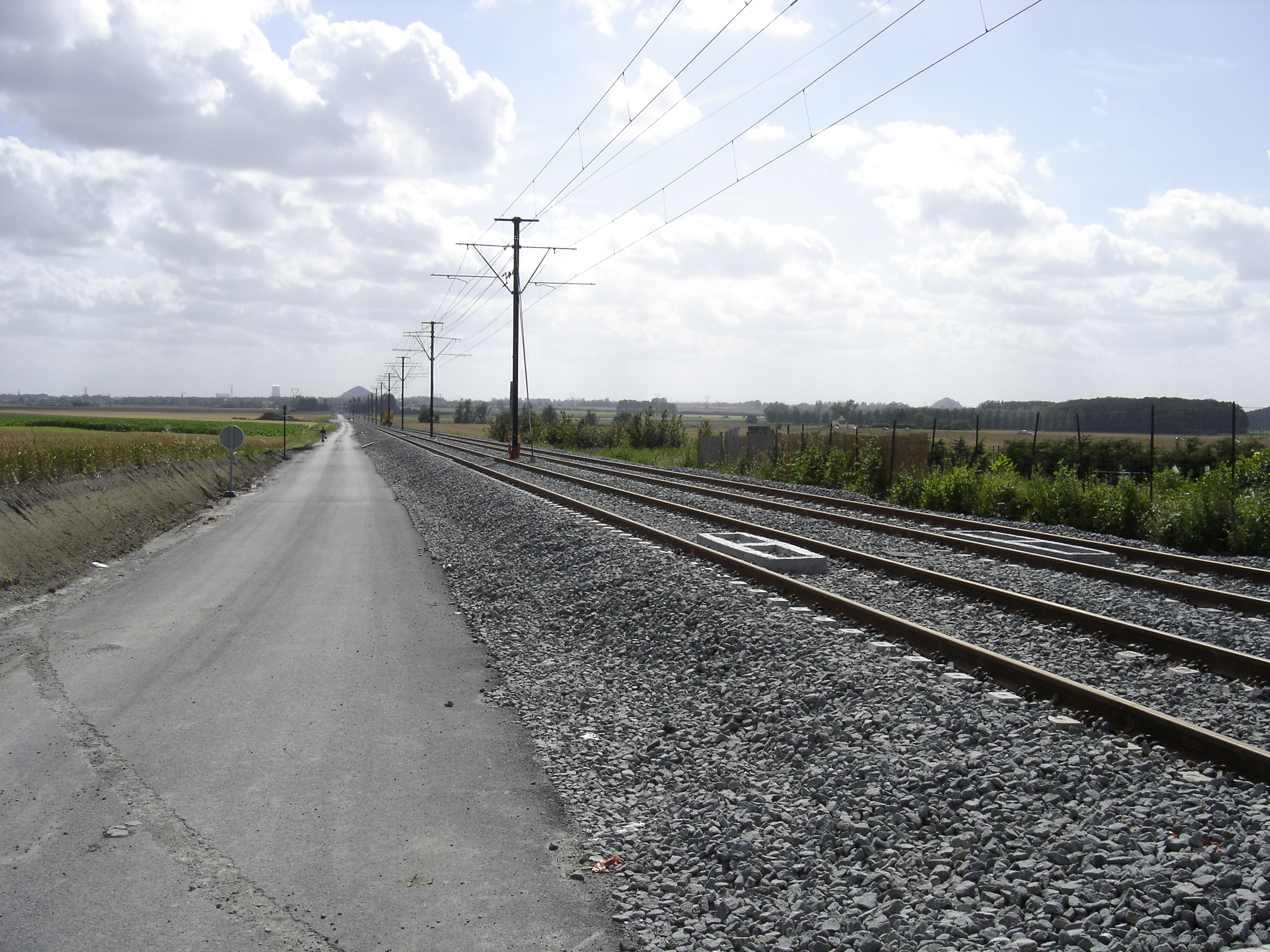
De voormalige spoorbaan is tussen Anzin en Denain een tramlijn geworden

Een deel van het tracé is herbruikt om de tramlijn van Valenciennes naar Denain aan te leggen. De uitbreiding van het tramnet van Anzin naar Condé-sur-l'Escaut gebruikt ook een klein deel van deze voormalige spoorlijn bij het eindpunt.

## Aansluitingen
In de volgende plaatsen is of was er een aansluiting op de volgende spoorlijnen:
Somain
RFN 250 000, spoorlijn tussen Busigny en Somain
RFN 258 000, spoorlijn tussen Aubigny-au-Bac en Somain
RFN 262 000, spoorlijn tussen Douai en Blanc-Misseron
RFN 268 000, spoorlijn tussen Somain en Halluin
lijn tussen Somain en Sin-le-Noble
lijn tussen Somain en Waziers
Denain-Mines
lijn tussen Azincourt en Denain
Bruay-sur-l'Escaut
RFN 262 311, raccordement van Bruay
Fresnes-sur-Escaut
RFN 255 000, spoorlijn tussen Saint-Amand-les-Eaux en Blanc-Misseron
Vieux-Condé grens
Spoorlijn 92 tussen Péruwelz en Péruwelz grens